# Aloys Obrist
Aloys Obrist, auch Alois Obrist (* 30. März 1867 in San Remo, Italien; † 29. Juni 1910 in Stuttgart) war ein deutscher Musikwissenschaftler, Kapellmeister und Dirigent.

## Leben
Obrist wurde als viertes von vier Kindern des Schweizer Arztes Carl Kaspar Obrist und der schottischen Adligen Alice Jane Grant Duff of Eden geboren. Der Bildhauer Hermann Obrist war sein älterer Bruder. 1876 trennten sich die Eltern und die Mutter übersiedelte mit ihren beiden Söhnen nach Weimar. Dort begann Obrist Musik zu studieren und setzte dies in Berlin fort. Er wurde 1892 in Berlin in Musikwissenschaft promovierte. Danach erhielt er einen Ruf als Kapellmeister am Stadttheater Augsburg. Von September 1895 bis 1900 war er königlich württembergischer Hofkapellmeister am Staatstheater Stuttgart, wo er sich große Verdienste um die Modernisierung des Repertoires der Abonnementkonzerte der Hofkapelle erwarb, von 1901 bis 1907 Kustos des Liszt-Museums in Weimar. Seine Sammlung von Musikinstrumenten, darunter ein Kielflügel von Johann Gottfried Silbermann, ging nach seinem Tod an das Bachhaus Eisenach.
Verheiratet war er mit Hildegard Jenicke.

## Tod
Seine Affäre mit der Opernsängerin Anna Sutter sollte sich als fatal erweisen. Nachdem Anna Sutter die Beziehung 1909 nach zwei Jahren beendet hatte, drang Obrist am 29. Juni 1910 in ihre Wohnung ein und erschoss sie – als seine Liebe erneut zurückgewiesen wurde – mit zwei Pistolenschüssen, bevor er sich selbst mit fünf Schüssen das Leben nahm. Obrist wurde in Weimar in einem von seinem Bruder entworfenen Grab beigesetzt.

## Werke
- Melchior Franck. Ein Beitrag zur Geschichte der weltlichen Composition in Deutschland in der Zeit vor dem 30jährigen Krieg. Phil. Diss., Berlin 1892, online.
- Was sagt uns das Liszt-Museum? In: Der Kunstwart. München: Callwey, Bd. 19.1906, 21, S. 480–487.
- Klavierspielapparate und musikalische Seelenwerte. In: Der Kunstwart. München, Callwey. Bd. 19,1 (1905/06), S. 535–540
- Die historische und künstlerische Bedeutung der Wiederbelebung altertümlicher Musikinstrumente. Vortrag, gehalten auf dem Basler Kongreß der "Internationalen Musikgesellschaft" i. J. 1906. In: Zeitschrift für Instrumentenbau. Leipzig, de Wit. Bd. 27 (1907), 23 (11. Mai), S. 711–714
- Richard Batka; Aloys Obrist: Klavierspielapparate. München: Callwey; Leipzig: Schlüter & Co.: 1914 (4. Aufl.). (Flugschrift zur Ausdruckskultur, Dürer-Bund; 8)